# GeGeGe no Kitarō
GeGeGe no Kitarō (jap. ゲゲゲの鬼太郎), ursprünglich bekannt als Hakaba no Kitarō (墓場の鬼太郎) ist eine Manga-Serie, die zwischen 1959 und 1969 von Shigeru Mizuki verfasst wurde. Der Autor ist hauptsächlich bekannt durch seine Popularisierung der Figuren des japanischen Volksglaubens wie Yōkai, eine Klasse von Geist-Monstern, zu welchen alle Hauptcharaktere gehören. Das Manga wurde mehrmals als Anime, Realfilm und Videospiel adaptiert.
Die Geschichte basiert auf einem Anfang des 20. Jahrhunderts in Form des Papiertheaters Kamishibai vorgeführten japanischen Volksmärchen. Der Name „GeGeGe“ wurde wegen Mizukis besonderer Art des Erzählens der Geschichte Kitarō eingefügt.

## Inhalt
Der junge Geist Kitarō wurde als Sohn einer in die Berge vertriebenen Mumie und eines Menschen geboren. Seine Mutter starb bei der Geburt, sein Vater, nun ohne eigenen Körper, begleitet ihn in Form seines zweiten, wandelnden Auges. Als Kind sowohl der menschlichen Welt und der Welt der Monster tritt er als Vermittler auf, der die eine wie auch die andere Seite beschwichtigt oder ihr hilft. Neben seinem Vater ist der Rattenmann ein häufiger Begleiter auf seinen Abenteuern. Diese spielen in moderner Zeit, doch ist Kitarō in seiner Wohnstatt im Friedhof meist von Spukwesen umgeben. Verlässt er diese, gelangt er in die normale Welt der Menschen.

## Veröffentlichung
Der Manga erschien erstmals ab 1959 im Leih-Magazin Yokiden bei Kodansha. Nachdem sie kurzzeitig im Garo erschien, zog die Serie 1965 ins Weekly Shōnen Magazine von Kodansha um und wurde 1969 abgeschlossen. Die Kapitel erschienen auch in neun Sammelbänden.
Auf Deutsch wurde der Manga von September 2021 bis November 2023 von Reprodukt veröffentlicht. Übersetzer war Gandalf Bartholomäus. Eine englische Übersetzung kam in Form von 3 Bänden bei Kodansha International heraus sowie in einer Auswahl von Kapiteln 2013 im Drawn & Quarterly. Auf Französisch kam der Manga bei Cornelius, auf Spanisch bei Astiberri und auf Chinesisch bei Linking Publishing.

## Anime-Adaptionen
Der Manga wurde mehrfach als Anime-Fernsehserie adaptiert. Die erste Serie mit 65 Folgen entstand 1968 bei Toei Animation. Die Drehbücher schrieben Motonari Wakai, Shun'ichi Yukimuro und Susumu Takaku und die künstlerische Leitung lag bei Hideo Chiba und Makoto Yamazaki. Die Serie wurde von 3. Januar 1968 bis 30. März 1969 von Fuji TV ausgestrahlt. Es folgten weitere 7 Fernsehserien, eine in jedem Jahrzehnt, sowie insgesamt acht Filme.
Der Anime aus dem Jahr 2018 wird vom Streamingdienst Crunchyroll vertrieben und wurde in deutscher Sprache untertitelt.

### Synchronisation
| Rolle          | japanischer Sprecher (1968) (Seiyū)                                                              | Japanische Sprecher (1971) | Japanische Sprecher (1985) | Japanische Sprecher (1996) | Japanische Sprecher (2007) | Japanische Sprecher (2018) |
| -------------- | ------------------------------------------------------------------------------------------------ | -------------------------- | -------------------------- | -------------------------- | -------------------------- | -------------------------- |
| Kitarō         | Masako Nozawa                                                                                    | Masako Nozawa              | Keiko Toda                 | Yōko Matsuoka              | Minami Takayama            | Miyuki Sawashiro           |
| Nezumi Otoko   | Chikao Ōtsuka                                                                                    | Chikao Ōtsuka              | Kei Tomiyama               | Shigeru Chiba              | Wataru Takagi              | Toshio Furukawa            |
| Medama Oyaji   | Isamu Tanonaka                                                                                   | Isamu Tanonaka             | Isamu Tonaka               | Isamu Tanonaka             | Isamu Tanonaka             | Masako Nozawa              |
| Neko Musume    | Nana Yamaguchi                                                                                   | Yoko Ogushi                | Yuko Mita                  | Chinami Nishimura          | Hiromi Konno               | Yuko Miyamura              |
| Sunakake Babaa | Yoko Ogushi                                                                                      | Keiko Yamamoto             | Hiroko Emori               | Keiko Yamamoto             | Keiko Yamamoto             | Mayumi Tanaka              |
| Konaki Jijii   | Ichirō Nagai                                                                                     | Ichirō Nagai               | Kōji Yada                  | Kozo Shioya                | Naoki Tatsuta              | Bin Shimada                |
| Ittan Momen    | Kosei Tomita                                                                                     | Keaton Yamada              | Joji Yanami                | Naoki Tatsuta              | Joji Yanami                | Kenichi Ogata              |
| Nurikabe       | Yonehiko Kitagawa (erste Sprecher) Kenji Utsumi (zweite Sprecher) Kosei Tomita (dritte Sprecher) | Keaton Yamada              | Yusaku Yara                | Naoki Tatsuta              | Naoki Tatsuta              | Bin Shimada                |
| Back Beard     | Kosei Tomita                                                                                     | -                          | Hidekatsu Shibata          | Masaharu Sato              | Hidekatsu Shibata          | Hideyuki Tanaka            |
| Nurarihyon     | Ryuji Sakaichi                                                                                   | -                          | Takeshi Aono               | Tomomichi Nishimura        | Takeshi Aono               | Akio Ōtsuka                |

### Musik
Die Musik der Serie wurde komponiert von Taku Izumi. Der Vorspann wurde unterlegt mit dem Lied Hakaba no Kitarō (墓場の鬼太郎), gesungen von Kazuo Kumakura. Die Abspannlieder sind Gegege no Kitaro, gesungen von Midori Kato, und Kitaro Nai Nai Ontō, gesungen von Kazuo Kumakura. Alle Lieder wurden komponiert von Taku Izumi und getextet von Shigeru Mizuki.

### Weitere Verfilmungen
| Titel                                                   | Art                         | (Start)Jahr |
| ------------------------------------------------------- | --------------------------- | ----------- |
| Gegege no Kitarō                                        | Fernsehserie, Fortsetzung   | 1971        |
| Gegege no Kitarō                                        | Fernsehserie, Neuverfilmung | 1985        |
| Gegege no Kitarō                                        | Kurzfilm                    | 1985        |
| Gegege no Kitarō: Yōkai Daisensō                        | Film                        | 1986        |
| Gegege no Kitarō: Saikyō Yōkai Gundan! Nihon Jōriku!!   | Film                        | 1986        |
| Gegege no Kitarō: Gekitotsu!! Ijigen Yōkai no Daihanran | Film                        | 1986        |
| Gegege no Kitaro: Jigoku Hen                            | Fernsehserie, Fortsetzung   | 1988        |
| Gegege no Kitarō                                        | Fernsehserie, Neuverfilmung | 1996        |
| Gegege no Kitarō: Daikaijū                              | Film                        | 1996        |
| Gegege no Kitarō: Obake Nighter                         | Film                        | 1997        |
| Gegege no Kitarō: Yōkai Tokkyū! Maboroshi no Kisha      | Kurzfilm                    | 1997        |
| Gegege no Kitarō                                        | Fernsehserie, Neuverfilmung | 2007        |
| Hakaba Kitarō                                           | Fernsehserie, Neuverfilmung | 2008        |
| Gegege no Kitarō: Nippon Bakuretsu!!                    | Film                        | 2008        |
| Gegege no Kitarō                                        | Fernsehserie, Neuverfilmung | 2018        |

## Realverfilmung
2007 erschien erstmals eine Realverfilmung des Stoffs unter dem Titel GeGeGe no Kitarō, der internationals als Kitaro vermarktet wurde. Ein zweiter Film mit dem Titel Kitarō and the Millennium Curse kam 2008 heraus. In beiden Filmen übernimmt Eiji Wentz die Hauptrolle.

## Videospiele
- Gegege no Kitarō: Yōkai Daimakyō für Famicom, 1986, Bandai
- Gegege no Kitarō 2 für Famicom, 1987, Bandai
- Gegege no Kitarō: Fukkatsu! Tenma Daiō für Super Famicom, 1993, Bandai
- Gegege no Kitarō für Game Boy, 1996, Bandai
- Gegege no Kitarō: Gentōkaikitan für Sega Saturn, 1996, Sega
- Gegege no Kitarō: Yōkai Donjara für Super Famicom, 1996, Bandai
- Gegege no Kitarō: Noroi no Nikuto Katachi Tachi für PlayStation, 1997, Bandai
- Hissatsu Pachinkostation now 5 Gegege No Kitarō für PlayStation, 2000, Sunsoft
- Gegege no Kitarō für Microsoft Windows, 2003, Unbalance
- Gegege no Kitarō: Ibun Yōkaitan für PlayStation 2, 2003, Konami
- Gegege no Kitarō: Kiki Ippatsu! Yōkai Rettō für Game Boy Advance, 2003, Konami
- Gegege no Kitarō: Gyakushū! Yōkai Daichisen für PlayStation, 2003, Konami
- Gegege no Kitarō: Yōkai Daiundōkai für Wii, 2007, Namco Bandai
- Gegege no Kitarō als Pachinko-Automat von Sammy
- Gegege no Kitarō: Yōkai Daigekisen für Nintendo DS, 2008, Bandai

## Rezeption und Bedeutung
Die Mangaserie wurde in Japan zum Bestseller und hat zugleich die klassischen japanischen Erzählungen und ihre mythologischen Wesen in den modernen Manga eingeführt. Kitarō folgten viele weitere Serien, die sich mit diesen Wesen beschäftigten. Wegen der realistischen bis surrealen Darstellung der Bildhintergründe und der dazu in Kontrast stehenden stilisierten Figuren wird die Serie, trotz ihrer eher jungen Zielgruppe, auch der Gekiga-Bewegung zugeordnet. Jason Thompson lobt in seiner Kritik die Mischung aus japanischer Folklore und verrückten Ideen des Künstlers selbst und die zwar erkennbar für Kinder, doch sehr gut und mit gewissem Pathos geschriebenen, rasant erzählten Geschichten. Noch besser als diese sei die zeichnerische Umsetzung  des Kinder-Klassikers gelungen. Frederik L. Schodt erklärt den Erfolg der Serie auch mit der Mischung aus Geistergeschichten und der Alltagswelt der Leser, die die Serie biete. Masanao Amano beschreibt die Geschichten des Monsterjungen, der böse Monster zurechtweist als „Superhelden-Story der etwas anderen Art“.
Anlässlich der deutschen Veröffentlichung rezensiert Rilana Kubassa im Tagesspiegel: „Wer die „Addams Family“ mochte, wird den hässlichen Kitaro lieben“. Mit „düsterem Humor und liebenswert schrägen Figuren“ machten die aufeinander aufbauenden Geschichten „bald Lust auf mehr“.
Auch die Verfilmungen als Fernsehserien waren bei Kindern sehr beliebt.